# Lünen
Lünen, även kallad Lünen an der Lippe på grund av sitt läge vid floden Lippe, är en stad i det tyska förbundslandet Nordrhein-Westfalen.
Lünen var tidigare känt för sin glas- och lerindustri samt sina stenkolsgruvor, samt järn- och kopparverk.

## Vänorter
Lünen har följande  vänorter:
- Zwolle i Nederländerna (sedan 1963)
- Salford i England (sedan 1966)
- Panevėžys i Litauen (sedan 1990)
- Demmin i Tyskland (sedan 2000)
- Kamień Pomorski i Polen (sedan 2000)
- Bartın i Turkiet (sedan 2011)